# Герб Чортківського району
Герб Чортківського району — офіційний символ Чортківського району Тернопільської області, в Україні.
Автори — Богдан Дудяк і Андрій Гречило.

## Опис

### Малий герб
Малий герб — заокруглений знизу щит, розділений на три геральдичні фігури:
- у правому золотому полі, яке символізує землі району, три сині перев'язи — три основні річки, що перетинають територію району: Джурин, Серет, Нічлава;
- у лівому пурпуровому полі — Покровська Божа Матір у золотій накидці і синій сукні з піднятими до плечей руками, в долонях вона тримає срібний Омофор, в середині якого — червоний хрест. Навколо голови — золотий німб. Пресвята Богородиця виступає як любляча Матір. Чортківська земля відома у християнському світі своїми чудотворними іконами Матері Божої та храмами;
- у верхньому синьому полі — три срібні фортечні вежі, які підкреслюють приналежність району до Тернопільської області, а також відображають місцеві історичні укріплення на шляху ворожих набігів (Чортківський замок, Ягільницький замок та Колиндянський замок-палац).

### Великий герб
Великий герб — щит з гербом району охоплює вінок з зелених гілок дуба, золотих пшеничних колосків, ягід та листків калини, перевитий синьо-жовтою стрічкою.
Щит увінчано золотою територіальною короною із зубцями із дубових та кленових листків та хрестом . Стародавній хрест посередині корони — символ християнської віри жителів району; згадка про звитягу українського війська під час визвольних змагань, про історичну Чортківську офензиву та пам'ять про полеглих за волю України. Золотий колір символізує такі чесноти: вірність, чистоту, справедливість і милосердя. У великому гербі пшеничні колоски означають розвинуте сільське господарство та символізують багатство, славу, мудрість, добро і красу, дубове листя — місцеві ліси — символ могутності сили та довголіття, червона калина — символ України, символ життя, крові та вогню, нагадує, що в селі Шманьківці Чортківського району народився Степан Чарнецький — український поет, автор слів гімну січових стрільців «Червона Калина».